# Grand Prix Włoch 1994
Grand Prix Włoch 1994 (oryg. Pioneer Gran Premio d'Italia) – 12. runda Mistrzostw Świata Formuły 1 w sezonie 1994, która odbyła się 11 września 1994, po raz 44. na torze Monza. 65. Grand Prix Włoch, 45. zaliczane do Mistrzostw Świata Formuły 1.
Przed Grand Prix wiadomo było, że nie weźmie w nim udziału Niemiec Michael Schumacher, zawieszony za incydent w Grand Prix Wielkiej Brytanii (dyskwalifikacja za wyprzedzanie w momencie, w którym obowiązywał jego zakaz).
Kwalifikacje zakończyły się sporą niespodzianką. Na dwóch pierwszych miejscach startowych ustawili się kierowcy Ferrari - Francuz Jean Alesi i Austriak Gerhard Berger. Poprzednio, jeśli chodzi o Grand Prix Włoch, taka sytuacja miała miejsce w sezonie 1975 (Austriak Niki Lauda i Szwajcar Clay Regazzoni), a następna będzie mieć miejsce w roku 2000 (Niemiec Michael Schumacher i Brazylijczyk Rubens Barrichello).
W trakcie wyścigu, na pierwszym zakręcie, Brytyjczyk Eddie Irvine, jadący Jordanem, spowodował kolizję, za co został zdyskwalifikowany na trzy kolejne wyścigi. Kierowcy Ferrari natomiast nie powtórzyli wyników osiągniętych w kwalifikacjach. Jean Alesi, liderując na czternastym okrążeniu, odpadł z powodu awarii skrzyni biegów. Gerhard Berger dojechał do mety jako drugi. Wyścig wygrał Brytyjczyk Damon Hill na Williamsie, niwelując tym samym stratę do Schumachera do 11 punktów.
Dzień po wyścigu Lotusa na skutek ogromnych długów przejął zarząd komisaryczny; brytyjski zespół zdołał jednak ukończyć sezon.

## Lista startowa
| Nr | Kierowca              | Zespół                    | Samochód            | Silnik                        | Opony |
| -- | --------------------- | ------------------------- | ------------------- | ----------------------------- | ----- |
| 0  | Damon Hill            | Rothmans Williams Renault | Williams FW16B      | Renault RS6 3.5 V10           | G     |
| 2  | David Coulthard       | Rothmans Williams Renault | Williams FW16B      | Renault RS6 3.5 V10           | G     |
| 3  | Ukyō Katayama         | Tyrrell                   | Tyrrell 022         | Yamaha OX10B 3.5 V10          | G     |
| 4  | Mark Blundell         | Tyrrell                   | Tyrrell 022         | Yamaha OX10B 3.5 V10          | G     |
| 5  | Jyrki Järvilehto      | Mild Seven Benetton Ford  | Benetton B194       | Ford ECA Zetec-R 3.5 V8       | G     |
| 6  | Jos Verstappen        | Mild Seven Benetton Ford  | Benetton B194       | Ford ECA Zetec-R 3.5 V8       | G     |
| 7  | Mika Häkkinen         | Marlboro McLaren Peugeot  | McLaren MP4/9       | Peugeot A6 3.5 V10            | G     |
| 8  | Martin Brundle        | Marlboro McLaren Peugeot  | McLaren MP4/9       | Peugeot A6 3.5 V10            | G     |
| 9  | Christian Fittipaldi  | Footwork Ford             | Footwork FA 15 FW28 | Ford HBE7/8 3.5 V8            | G     |
| 10 | Gianni Morbidelli     | Footwork Ford             | Footwork FA 15 FW28 | Ford HBE7/8 3.5 V8            | G     |
| 11 | Alessandro Zanardi    | Team Lotus                | Lotus 109           | Mugen Honda MF-351 HB 3.5 V10 | G     |
| 12 | Johnny Herbert        | Team Lotus                | Lotus 109           | Mugen Honda MF-351 HB 3.5 V10 | G     |
| 14 | Rubens Barrichello    | Sasol Jordan              | Jordan 194          | Hart 1035 3.5 V10             | G     |
| 15 | Eddie Irvine          | Sasol Jordan              | Jordan 194          | Hart 1035 3.5 V10             | G     |
| 19 | Yannick Dalmas        | Tourtel Larrousse F1      | Larrousse LH94      | Ford HBF7/8 3.5 V8            | G     |
| 20 | Érik Comas            | Tourtel Larrousse F1      | Larrousse LH94      | Ford HBF7/8 3.5 V8            | G     |
| 23 | Pierluigi Martini     | Minardi Scuderia Italia   | Minardi M194        | Ford HBC7/8 3.5 V8            | G     |
| 24 | Michele Alboreto      | Minardi Scuderia Italia   | Minardi M194        | Ford HBC7/8 3.5 V8            | G     |
| 25 | Éric Bernard          | Ligier Gitanes Blondes    | Ligier JS39B        | Renault 3RS6 3.5 V10          | G     |
| 26 | Olivier Panis         | Ligier Gitanes Blondes    | Ligier JS39B        | Renault 3RS6 3.5 V10          | G     |
| 27 | Jean Alesi            | Scuderia Ferrari          | Ferrari 412T1B      | Ferrari 043 3.5 V12           | G     |
| 28 | Gerhard Berger        | Scuderia Ferrari          | Ferrari 412T1B      | Ferrari 043 3.5 V12           | G     |
| 29 | Andrea de Cesaris     | Broker Sauber Mercedes    | Sauber C13          | Mercedes 2175B 3.5 V10        | G     |
| 30 | Heinz-Harald Frentzen | Broker Sauber Mercedes    | Sauber C13          | Mercedes 2175B 3.5 V10        | G     |
| 31 | David Brabham         | MTV Simtek Ford           | Simtek S941         | Ford HBD6 3.5 V8              | G     |
| 32 | Jean-Marc Gounon      | MTV Simtek Ford           | Simtek S941         | Ford HBD6 3.5 V8              | G     |
| 33 | Paul Belmondo         | Pacific Grand Prix Ltd.   | Pacific PR01        | Ilmor 2175A 3.5 V10           | G     |
| 34 | Bertrand Gachot       | Pacific Grand Prix Ltd.   | Pacific PR01        | Ilmor 2175A 3.5 V10           | G     |
| Nr | Kierowca              | Zespół                    | Samochód            | Silnik                        | Opony |

## Wyniki

### Kwalifikacje
| P                       | Nr | Kierowca              | Konstruktor(-silnik) | Opony | Czas     | Odstęp   | Strata   |
| ----------------------- | -- | --------------------- | -------------------- | ----- | -------- | -------- | -------- |
| 1                       | 27 | Jean Alesi            | Ferrari              | G     | 1:23.844 | -        | -        |
| 2                       | 28 | Gerhard Berger        | Ferrari              | G     | 1:23.978 | 0:00.134 | 0:00.134 |
| 3                       | 0  | Damon Hill            | Williams-Renault     | G     | 1:23.242 | 0:00.180 | 0:00.314 |
| 4                       | 12 | Johnny Herbert        | Lotus-Mugen Honda    | G     | 1:23.374 | 0:00.216 | 0:00.530 |
| 5                       | 2  | David Coulthard       | Williams-Renault     | G     | 1:24.502 | 0:00.128 | 0:00.658 |
| 6                       | 26 | Olivier Panis         | Ligier-Renault       | G     | 1:25.455 | 0:00.953 | 0:01.611 |
| 7                       | 7  | Mika Häkkinen         | McLaren-Peugeot      | G     | 1:25.528 | 0:00.073 | 0:01.684 |
| 8                       | 29 | Andrea de Cesaris     | Sauber-Mercedes      | G     | 1:25.540 | 0:00.012 | 0:01.696 |
| 9                       | 15 | Eddie Irvine          | Jordan-Hart          | G     | 1:25.568 | 0:00.028 | 0:01.724 |
| 10                      | 6  | Jos Verstappen        | Benetton-Ford        | G     | 1:25.618 | 0:00.050 | 0:01.774 |
| 11                      | 30 | Heinz-Harald Frentzen | Sauber-Mercedes      | G     | 1:25.628 | 0:00.010 | 0:01.784 |
| 12                      | 25 | Éric Bernard          | Ligier-Renault       | G     | 1:25.718 | 0:00.090 | 0:01.874 |
| 13                      | 11 | Alessandro Zanardi    | Lotus-Mugen Honda    | G     | 1:25.733 | 0:00.015 | 0:01.899 |
| 14                      | 3  | Ukyō Katayama         | Tyrrell-Yamaha       | G     | 1:25.899 | 0:00.163 | 0:02.045 |
| 15                      | 8  | Martin Brundle        | McLaren-Peugeot      | G     | 1:25.933 | 0:00.034 | 0:02.089 |
| 16                      | 14 | Rubens Barrichello    | Jordan-Hart          | G     | 1:25.946 | 0:00.013 | 0:02.102 |
| 17                      | 10 | Gianni Morbidelli     | Footwork-Ford        | G     | 1:26.002 | 0:00.056 | 0:02.158 |
| 18                      | 23 | Pierluigi Martini     | Minardi-Ford         | G     | 1:26.056 | 0:00.054 | 0:02.212 |
| 19                      | 9  | Christian Fittipaldi  | Footwork-Ford        | G     | 1:26.337 | 0:00.281 | 0:02.493 |
| 20                      | 5  | Jyrki Järvilehto      | Benetton-Ford        | G     | 1:26.384 | 0:00.047 | 0:02.540 |
| 21                      | 4  | Mark Blundell         | Tyrrell-Yamaha       | G     | 1:26.574 | 0:00.190 | 0:02.730 |
| 22                      | 24 | Michele Alboreto      | Minardi-Ford         | G     | 1:26.832 | 0:00.258 | 0:02.988 |
| 23                      | 19 | Yannick Dalmas        | Larrousse-Ford       | G     | 1:27.846 | 0:01.006 | 0:04.002 |
| 24                      | 20 | Érik Comas            | Larrousse-Ford       | G     | 1:27.894 | 0:00.048 | 0:04.050 |
| 25                      | 32 | Jean-Marc Gounon      | Simtek-Ford          | G     | 1:28.353 | 0:00.459 | 0:04.509 |
| 26                      | 31 | David Brabham         | Simtek-Ford          | G     | 1:28.619 | 0:00.266 | 0:04.775 |
| Nie zakwalifikowali się |    |                       |                      |       |          |          |          |
| 27                      | 34 | Bertrand Gachot       | Pacific-Ilmor        | G     | 1:31.387 | 0:02.768 | 0:07.543 |
| 28                      | 33 | Paul Belmondo         | Pacific-Ilmor        | G     | 1:32.035 | 0:00.648 | 0:08.191 |
| P                       | Nr | Kierowca              | Konstruktor(-silnik) | Opony | Czas     | Odstęp   | Strata   |

### Wyścig
| P                 | Nr | Kierowca | Konstruktor           | Opony             | Okr. | Czas / Strata | Komentarz              |                 |
| ----------------- | -- | -------- | --------------------- | ----------------- | ---- | ------------- | ---------------------- | --------------- |
| 1                 |    | 0        | Damon Hill            | Williams-Renault  | G    | 53            | 1h18m02s754            |                 |
| 2                 |    | 28       | Gerhard Berger        | Ferrari           | G    | 53            | 1h18m07s684(+0:04.930) |                 |
| 3                 |    | 7        | Mika Häkkinen         | McLaren-Peugeot   | G    | 53            | 1h18m28s394(+0:25.640) |                 |
| 4                 |    | 14       | Rubens Barrichello    | Jordan-Hart       | G    | 53            | 1h18m53s388(+0:50.634) |                 |
| 5                 |    | 8        | Martin Brundle        | McLaren-Peugeot   | G    | 53            | 1h19m28s329(+1:25.757) |                 |
| 6                 |    | 2        | David Coulthard       | Williams-Renault  | G    | 52            | - 1 okr.               | brak paliwa     |
| 7                 |    | 25       | Éric Bernard          | Ligier-Renault    | G    | 52            | - 1 okr.               |                 |
| 8                 |    | 20       | Érik Comas            | Larrousse-Ford    | G    | 52            | - 1 okr.               |                 |
| 9                 |    | 5        | Jyrki Järvilehto      | Benetton-Ford     | G    | 52            | - 1 okr.               |                 |
| 10                |    | 26       | Olivier Panis         | Ligier-Renault    | G    | 51            | - 2 okr.               |                 |
| Niesklasyfikowani |    |          |                       |                   |      |               |                        |                 |
|                   |    | 31       | David Brabham         | Simtek-Ford       | G    | 46            | - 7 okr.               | pęknięcie opony |
|                   |    | 3        | Ukyō Katayama         | Tyrrell-Yamaha    | G    | 45            | - 8 okr.               | wypadek         |
|                   |    | 9        | Christian Fittipaldi  | Footwork-Ford     | G    | 43            | - 10 okr.              | silnik          |
|                   |    | 15       | Eddie Irvine          | Jordan-Hart       | G    | 41            | - 12 okr.              | silnik          |
|                   |    | 4        | Mark Blundell         | Tyrrell-Yamaha    | G    | 39            | - 14 okr.              | wypadek         |
|                   |    | 23       | Pierluigi Martini     | Minardi-Ford      | G    | 30            | - 23 okr.              | wypadek         |
|                   |    | 24       | Michele Alboreto      | Minardi-Ford      | G    | 28            | - 25 okr.              | skrzynia biegów |
|                   |    | 30       | Heinz-Harald Frentzen | Sauber-Mercedes   | G    | 22            | - 31 okr.              | silnik          |
|                   |    | 29       | Andrea de Cesaris     | Sauber-Mercedes   | G    | 20            | - 33 okr.              | silnik          |
|                   |    | 32       | Jean-Marc Gounon      | Simtek-Ford       | G    | 20            | - 33 okr.              | skrzynia biegów |
|                   |    | 19       | Yannick Dalmas        | Larrousse-Ford    | G    | 18            | - 35 okr.              | wypadek         |
|                   |    | 27       | Jean Alesi            | Ferrari           | G    | 14            | - 39 okr.              | skrzynia biegów |
|                   |    | 12       | Johnny Herbert        | Lotus-Mugen Honda | G    | 13            | - 40 okr.              | alternator      |
|                   |    | 6        | Jos Verstappen        | Benetton-Ford     | G    | 0             | - 53 okr.              | kolizja         |
|                   |    | 11       | Alessandro Zanardi    | Lotus-Mugen Honda | G    | 0             | - 53 okr.              | kolizja         |
|                   |    | 10       | Gianni Morbidelli     | Footwork-Ford     | G    | 0             | - 53 okr.              | kolizja         |
| NZ                |    | 34       | Bertrand Gachot       | Pacific-Ilmor     | G    |               |                        |                 |
| NZ                |    | 33       | Paul Belmondo         | Pacific-Ilmor     | G    |               |                        |                 |
| P                 | Nr | Kierowca | Konstruktor           | Opony             | Okr. | Czas / Strata | Komentarz              |                 |

### Najszybsze okrążenie
| Nr | Kierowca   | Konstruktor      | Opony | Czas     | Okr. |
| -- | ---------- | ---------------- | ----- | -------- | ---- |
| 0  | Damon Hill | Williams-Renault | G     | 1:25.930 | 24   |